# Таурин, Франц Николаевич
Франц Никола́евич Тау́рин (1911—1995) — русский советский прозаик, автор производственных и историко-революционных романов.

## Биография
Родился в семье садовника в селе Петровском (ныне Одоевский район Тульской области). В 1930 окончил Казанский индустриальный политехникум, работал инженером. В 1939 вступил в ВКП(б). Во время войны директор Якутского кожевенного комбината. С 1949 секретарь Якутского горкома ВКП(б), член Президиума Верховного Совета Якутской АССР. С 1952 в Иркутске, редактор многотиражной газеты, главный редактор альманаха «Ангара» (1958—1963), руководитель городской писательской организации. С 1965 в Москве, секретарь СП РСФСР (до 1970). В 1970—1975 заведовал отделом прозы журнала «Новый мир». Твардовский писал об этом назначении:
В журнал, который, как я угадал в своё время, подвергался более надуманным, чем вызванным настоящей нуждой нападкам, когда еще нельзя было ему поставить в вину главную вину — Солженицына, — в этот журнал назначается для окончательного искоренения злого духа и окропления углов святой водой тот самый Таурин, который ездил «на акцию» исключения С[олженицына] в Рязань из Союза писателей. Прием безотказный до жути: парня заставили сперва сделать разовое гнусное дело — теперь откажись, попробуй. А парень, м[ожет] б[ыть], и неплохой «по идее», но уж как попал литначальником, так поделом вору и мука. Впервые встретился я с ним на Ангаре; Иркутск, где он редактировал многотиражку, — однажды я даже пособил ему что-то обработать, заметку какую-то. Потом уж он оказался писателем, выходцем из министерства Якутской АССР, автором двух-трех читанных мною романов — серая провинция, убожество, хотя знание материала было как будто. Сунулся он было в «Новый Мир» с какой-то рукописью, но при всем моем благорасположении к нему это было нереально.

## Сочинения
- К одной цели, 1950; переработанная редакция: На Лене-реке, 1954 (производственный роман)
- Ангара. В 2-х ч. // «Дальний Восток», 1956, № 1-2 и 1957, № 4-5 (роман о строительстве Иркутской ГЭС)
- Далеко в стране иркутской, 1964 (трилогия о Сибири от царского времени до наших дней)
  1. Каторжный завод // «Сибирские огни», 1963, № 1-2
  2. Партизанская богородица // «Ангара», 1963, № 3-4
  3. Гремящий порог // «Знамя», 1961, № 3-5
- Путь к себе // «Нева», 1966, № 8-9 (роман, отвергнутый Твардовским)
- Байкальские крутые берега // «Сибирские огни», 1969, № 9-10 (роман о восстании польских политических ссыльных на Кругобайкальском тракте в 1866)
- Без страха и упрёка, 1977
- У времени в плену, 1980
- Каменщик революции // «Новый мир», 1980, № 12
- На баррикадах Пресни [отрывок) // «Новый мир», 1985, № 4

## Интересные факты
- «Далеко в стране Иркутской» — каторжанская песня, известная с XIX века. Второе название песни — «Александровский централ»[2].
- У советского писателя Алексея Зверева есть роман с таким же названием — «Далеко в стране Иркутской» (1960)[3].